# Provincia di Quillacollo
La provincia di Quillacollo è una delle 16 province del dipartimento di Cochabamba, nella parte centrale della Bolivia. Il capoluogo è Quillacollo.
Secondo il censimento 2001, contava una popolazione di 246.803 abitanti.

## Geografia antropica

### Suddivisioni amministrative
La provincia comprende 5 comuni:
- Colcapirhua
- Quillacollo
- Sipe Sipe
- Tiquipaya
- Vinto